# Seminai
Seminai is een bestuurslaag in het regentschap Siak van de provincie Riau, Indonesië. Seminai telt 2076 inwoners (volkstelling 2010).